# ヨルディ・クラーシ
ヨルディ・クラーシ（Jordy Clasie, 1991年6月27日 - ）は、オランダ・ハールレム出身のサッカー選手。エールディヴィジ・AZアルクマール所属。ポジションはミッドフィールダー。

## 経歴
故郷のハールレムでキャリアをスタートさせる。彼に最初のシューズを送ったのは父親の友人だったヴィレム・ファン・ハネヘムで、ハールレムのストリートでフットボールをするのを度々見かけていたファン・ハネヘムは、小さなクラーシが大きなポテンシャルを備えていることを見抜いたという。ハールレムのHVV DSKでサッカーを始め、同じくハールレムのHFC EDOを経て、自身が11歳となった2000年のある大会でフェイエノールトのスカウトの目に止まり、移籍が決まった。

### フェイエノールト
フェイエノールトのユースチームに入ったクラーシは電車、または全てを差し置いてでも息子をプロサッカー選手にしようと願った父親の運転する車で毎日ハーレムからロッテルダムへ通った。クラーシも父親同様に家族を大切にする人間であり、兄弟と特に父親が彼にとって全てに近い存在であることから、彼らの名前をタトゥーにして体に刻んでいる。
フェイエノールト・ユースでも、その体格からトップ選手になれるか多くの大人に疑問視されていたが、育成責任者ステンリー・ブラルトがそのフットボール能力を高く評価してクラーシのための特別メニューを組むなど尽力した。いつかトップチームでプレーする事を夢見ていたクラーシは遂にU-17チームへ昇格した。同じチームにはレロイ・フェル、ルク・カステグノス、ステファン・デ・フライ、エルヴィン・ムルデル、リッキー・ファン・ハーレンと多くのタレントがおり、クラーシはそこでファン･ハーレン、シャビル・イソフィと共に中盤を組んだ。2008-09シーズンにフェイエノールトはA1とA2でリーグ戦を制した。クラブの財政難でAユニオールの多くの選手がトップチームへ上がっていたため、クラーシはこの両チームでキャプテンとしてプレー、シーズンで2枚のカンピューン・スハールを掲げている。
2010年夏、SBVエクセルシオールにレンタル移籍し、8月15日、フェイエノールト戦でプロデビューを果たした。1週間後に、NECナイメヘン相手に初ゴールを決めた。エクセルシオールで不動のスタメンとなり、リーグ戦32試合出場2得点を記録した。
2011年夏にフェイエノールトに戻り、監督ロナルド・クーマンのもとでプレシーズンからスタメンのポジションを掴み、プレーするチャンスを得ることに成功した。エクセシオール戦でフェイエノールトでの公式戦デビューを果たした。その後、FCフローニンゲン戦でフェイエノールトでの初ゴールを決めると、シーズンを通じて1試合に欠場したのみで、エールディヴィジ屈指のMFに成長した。活躍を見せたクラーシはDe Telegraafなどが主催するエールディヴィジ年間最優秀選手ランクで2位となりシルバーブーツを受賞、プレゼンターとして彼にそのシューズを授けたのは今回もファン・ハネヘムだった。
2012-13シーズンは、背番号を前シーズンの「16」から「6」に変更した。デ・フライに続く第2キャプテンを任され、デ・フライが怪我で離脱した期間はキャプテンマークを巻いてチームを率いた。このシーズンのクラーシは足首、肩、鼻の負傷に苦しむなど決してトップパフォーマンスではなかったが、33試合出場とチームで2番目に長くピッチに立っている。2013年7月6日、フェイエノールトと4回目となる契約を結び、2016年まで契約を延長した。
2013-14シーズンも不安定なチームの中で本来のパフォーマンスをなかなか発揮できなかったが、次第に調子を戻し、3月9日のFCフローニンゲン戦からキャプテンに就任した。アルヘメーン・ダッハブラットとフットボール・インターナショナルの年間最優秀選手ランクでどちらも2位と高い評価を得た。
2014年夏の移籍市場でFCポルトから強い関心を受けていたが、移籍金で合意に至らず、フェイエノールトが6年ぶりの欧州カップ本大会となるUEFAヨーロッパリーグ・グループリーグ進出を決めたことで残留を選択した。8月29日、フェイエノールトと2018年まで契約を延長した。名実共にリーダーに成長し、ピッチ内外でチームを牽引、シーズンスタートに失敗したチームを落ち着かせ、自身もワールドカップからわずか1週間のバカンスでの合流というタフなスケジュールながら次第に調子を上げ、第10節のカンブール戦ではフットボール・インターナショナルで週間最優秀選手に、第19節のアヤックス戦でも好パフォーマンスを見せ、同じくフットボール・インターナショナルで週間最優秀選手に、アルヘメーン・ダッハブラッドには10月と1月の最優秀選手に選ばれた。シーズン終盤にはチームの失速と呼応するかのように自身も調子を落としたが、シーズン・トータルではアルヘメーン・ダッハブラッドとフットボール・インターナショナルの年間最優秀選手ランクでどちらも2位と評価を得た。

### サウサンプトン
2015年7月15日にサウサンプトンFCへの移籍し、5年契約にサインした。移籍金はボーナス込みで推定約1500万ユーロと報道されており、フェイエノールトが受けとったのはボーナス抜きで推定クラブ史上歴代3位の約1280万ユーロ（レンタルでプレーしていたエクセルシオールが5%を、talentpoolが18.33%を受け取った）。2017年夏にクラーシがボーナス条件を満たしたことで移籍金の総額が1500万ユーロに達し、フェイエノールトのクラブ記録と報じられた。
サウサンプトンで次第に出場機会を失うと、2017-18シーズン後半のクラブ・ブルッヘへのレンタルを経て、2018年夏にフェイエノールトへの復帰を強く要望した。サウサンプトン側はクラーシを留めようとしたが、本人の意向を尊重し、フェイエノールトもカリム・エル・アフマディの移籍を受けて代役としてクラーシの帰還を望んだために7月25日にレンタル移籍が発表された。背番号は以前の「6」が埋まっていたため、エル・アフマディが付けていた「8」に決定した。

### AZ
2019年7月22日、AZアルクマールと2年契約を結んだ。

### 代表
オランダ代表として各年代でプレーした。

## プレースタイル・評価
中盤の底でゲームをコントロールする役割を得意としており、小柄だが競り合いに負けないフィジカルと前進守備のタイミングを見極める視野で相手からボールを奪い、密集地帯でもボールを奪われないボールコントロールの技術と、数10m先へ正確なパスを送るキックテクニックを備える。
ヴィレム・ファン・ハネヘムは自らのかつてのチームメイト、ビム・ヤンセンを例に出し「彼も繋ぎ役の選手。多くのものが見えており、テクニックを備えているから競り合わなくてもボールを奪えることができる。そして何より重要なのは、常に前を見て、ボールを前へと運ぼうとする選手だということ」と評した。
また、ファン・ハネヘムはクラーシがオランダ代表でのデビュー戦であるトルコとのワールドカップ予選で低調な出来だったことを受け、「彼は司令塔 (spelverdeler) ではなく、黄金の繋ぎ役 (verbindingsspeler) 。だから彼のプレーは周りの選手たちの能力に大きく影響されるんだ。」とチームメイトの支援を受けられなかったクラーシを擁護、その言葉の通りにクラーシは数日後のハンガリーとのワールドカップ予選では活躍を見せた。
フェイエノールトの監督ロナルド・クーマンもクラーシをチームに欠かせない重要な選手と認めつつ、「彼の存在が効果を発揮するのはチームがコンパクトなプレーでスペースを狭められている時。そういう時には彼はベストの力を発揮し、常にフリーマンを見つけることができる。しかしスペースが大きくなると彼にはまだそれを上手く埋めるだけの能力が無いため、彼は難しい状況になるんだ。」 と彼のプレーがチームの状況に大きく左右されることを指摘した。

## エピソード
- 11歳当時、クラーシにはアヤックスも関心を持っていたが、クラーシはアヤックスについて後にこう語っている：

「突然アヤックスから手紙が来て、僕を獲りたいと言ってきた。距離から言えばずっと楽だったかもしれない。それにアヤックスは有名だからね。多くの選手がそこでブレイクして国外にステップアップしている。普通ならアヤックスを選ぶのは当然なんだろうけど、僕にはそうは感じられなかった。僕の心には最初の瞬間からフェイエノールトがマイン・クラブとして刻まれていたんだ」
- クラーシは18歳の時に右腕に家族の名前と共に‘You mean everything in my life’の文字を馴染みのタトゥー屋に入れてもらったが、2012年に出演したオランダのTV番組で見せた際にネットに流れた画像から'everyting'となっているのを指摘され、何年も経って初めてスペルミスに気付いた。新聞等メディアでも取り上げられて話題になったが、クラーシは「僕の注意が足りなかった」とタトゥーを入れてくれた相手を責めず、後日同じ人に正しいスペルに入れ直してもらった。
- フェイエノールトのカルチャーである『不言実行』を本人も大事にしており、大口を叩くことは皆無。その一方で感情的な人間であることを本人も認めており、ジルフェーレン・スヒューンを受賞した2012年のフットボール・ガラでのスピーチの際や、2014 FIFAワールドカップ前にファン・ハネヘムからビデオメッセージを貰った際、フェイエノールトでの2013-14シーズン最後のロナルド・クーマンとのお別れセレモニーの際、サウサンプトンの選手として2015年プレシーズンにデ・カイプでフェイエノールトとのお別れ試合を行った際などに涙を堪えられない姿を見せている。
- 2015年プレシーズン、サウサンプトンがデ・ルテでトレーニングキャンプを行っていた際、ホテルに帰るマウンテンバイクにアヤックス・ステッカーが貼ってあったために(デ・ルテの施設はアヤックスも伝統的に使用している)乗るのを拒否、スタッフにステッカーを剥がしてもらった[19]。
- ファミリーネームのアクセントは第1音節にあるが、日本ではクラシーと表記されることもあり (-ieは通常長音では発音されない) 、その場合は本来の発音には存在しない母音にアクセントが置かれる。

## 個人成績
| クラブ           | シーズン | リーグ           | リーグ | リーグ | カップ | カップ | 国際大会 | 国際大会 | 合計 | 合計 |
| クラブ           | シーズン | リーグ           | 出場   | 得点   | 出場   | 得点   | 出場     | 得点     | 出場 | 得点 |
| ---------------- | -------- | ---------------- | ------ | ------ | ------ | ------ | -------- | -------- | ---- | ---- |
| エクセルシオール | 2010-11  | エールディヴィジ | 34     | 2      | 1      | 0      | -        | -        | 35   | 2    |
| エクセルシオール | 合計     | 合計             | 34     | 2      | 1      | 0      | -        | -        | 35   | 2    |
| フェイエノールト | 2011-12  | エールディヴィジ | 33     | 3      | 0      | 0      | -        | -        | 33   | 3    |
| フェイエノールト | 2012-13  | エールディヴィジ | 33     | 2      | 2      | 0      | 4        | 0        | 39   | 2    |
| フェイエノールト | 2013-14  | エールディヴィジ | 32     | 1      | 3      | 0      | 2        | 0        | 37   | 1    |
| フェイエノールト | 2014-15  | エールディヴィジ | 31     | 2      | 1      | 0      | 12       | 0        | 44   | 2    |
| フェイエノールト | 合計     | 合計             | 129    | 8      | 6      | 0      | 18       | 0        | 153  | 8    |
| サウサンプトン   | 2015-16  | プレミアリーグ   | 22     | 0      | 2      | 0      | 1        | 0        | 25   | 0    |
| サウサンプトン   | 2016-17  | プレミアリーグ   | 10     | 0      | 3      | 1      | 2        | 0        | 15   | 1    |
| サウサンプトン   | 合計     | 合計             | 32     | 0      | 5      | 1      | 3        | 0        | 40   | 1    |
| 通算             | 通算     | 通算             | 196    | 10     | 12     | 1      | 21       | 0        | 229  | 11   |

## 代表歴

### 出場大会
- オランダ代表
  - 2014 FIFAワールドカップ

### 試合数
- 国際Aマッチ 17試合 0得点（2012年-2016年）[20]

| オランダ代表 | 国際Aマッチ | 国際Aマッチ |
| 年           | 出場        | 得点        |
| ------------ | ----------- | ----------- |
| 2012         | 2           | 0           |
| 2013         | 4           | 0           |
| 2014         | 5           | 0           |
| 2015         | 2           | 0           |
| 2016         | 4           | 0           |
| 通算         | 17          | 0           |

## タイトル
クラブ・ブルッヘ
- ジュピラー・プロ・リーグ : 2017-18

フェイエノールト
- ヨハン・クライフ・スハール : 2018